# María (canción de Café Tacvba)
«María» es una canción del álbum de estudio de la Banda de Rock alternativo Café Tacvba. Escrito por Joselo Rangel, fue lanzada por la discigrafica Warner Music Group el 29 de junio de 1992 con el álbum Hononimo Café Tacvba.

## Lista de canciones

### CD - Maxi single[5]
| María — Single |         |          |  |
| N.º            | Título  | Duración |  |
| 1.             | «María» | 3:50     |  |

## Creditós
- Juan (Rubén Albarrán)

- Emmanuel Del Real

- Joselo Rangel

- Quique Rangel

## Posiciones en las listas
| Listas (2003)                              | Posición |
| ------------------------------------------ | -------- |
| Estados Unidos Billboard Hot Latin Tracks  | 12       |
| Estados Unidos Billboard Latin Pop Airplay | 2        |